# Азарио, Пьетро
Пьетро Азарио (итал. Piétro Azàrio, или Pétro Azàrio, лат. Petrus Azarius; 1312 — между 1366 и 1402) — итальянский хронист, нотариус и правовед из Новары, один из летописцев рода Висконти, автор хроник войн в Ломбардии и Канавезе между гвельфами и гибеллинами.

## Биография
Родился в 1312 году в Новаре (Пьемонт), в семье Джакомо Азарио и Донины дельи Альцалендина. Род его отца, потомственных нотариусов и гибеллинов из Камодеи (итал. Camodeia), или Камодегии (итал. Camodegia), носящей ныне название Кастеллаццо-Новарезе, известен там с 1100 года, под которым в документах упоминается местный зажиточный землевладелец Аброджо де Камодегия, племянник и тёзка которого в 1170 году, сменив занятия сельским трудом на торговлю, овладел нотариальным искусством.
Детские годы освещаются в его собственных сочинениях скудно, упоминаются лишь городские беспорядки в Новаре в 1311 году и сборы здесь войск Висконти в 1320 году для войны с французами Филиппа Валуа, который он, невзирая на восьмилетний возраст, запомнил как очевидец. В юности он, возможно, изучал право в Милане или в Новаре. В возрасте 20 лет провёл некоторое время в Куорнье, где из первых рук получил информацию о междоусобных войнах в Канавезе.
Вступив около 1345 года в брак с Франческиной де Фоссато из влиятельной гибеллинской семьи, переехал во время эпидемии чумы в Боргоманеро, где поступил на службу дому Висконти. Имел немало детей от Франческины, из числа которых сыновья Филиппо, Джакомо, Джованни родились до 1350 года, дочь Джованнина — в 1352 году, сын Аброджо — в 1354 году, дочь Катарина — в 1358 году, и сын Антонио — не позже 1361 года.
С 1350 года служил нотариусом в Болонье у архиепископа Джованни Монделлы, доверенного лица Висконти, занимаясь также организацией и снабжением военных компаний Галеаццо II, лично приняв участие в некоторых из его экспедиций, в частности, в походе в Тоскану в 1351—1352 годах и на Модену в 1354 году. В общей сложности, за всю свою жизнь служил четырём представителям этой аристократической семьи: Лукино (1339—1349), Джованни (1339—1354), Маттео II (1354—1355) и Галеаццо II Висконти (1354—1378).
С осени 1354 года работал в Милане, в 1357 году вернулся в Боргоманеро, а в 1358 году находился в Асти в качестве помощника подеста Антонио Торниелли. В последующие годы побывал также в Павии, Тортоне и Пьяченце, где также представлял интересы Висконти. Вернувшись вновь в Боргоманеро, стал свидетелем вступления в Новару армий Галеаццо Висконти и Джованни II Палеолога, маркиза Монферратского после подписания ими мира в мае 1358 года. Возможно, слушал в Новаре речь Франческо Петрарки, также служившего Висконти, которую тот произнёс перед местными жителями в доме приходского священника, хотя в своей хронике имя оратора не указал. После был послом Галеаццо Висконти в Асти, уговорив Антонио Торниелли оставить город и вернуться на родину.
Около 1361 года, после того как чума унесла его юного сына Амброджо, вернулся в Боргоманеро, где оставил супругу с детьми, а сам отправился в Тортону, в которой правил знакомый ему подеста Джованни ди Пировано, надолго там задержавшись. Возможно, именно в Тортоне начал работу над своей хроникой. После смерти в 1362 году первой жены, вернулся в Новару, вступив во второй брак с дворянкой Донниной ди Пьетро Торниелли из Борго Лавеццаро, от которой имел сына Филиппоно. Завершив в основном в ноябре 1362 года своё историческое сочинение, в 1363—1364 годах находился в Пьяченце на службе у подеста Антонио Торниелли, где сделал дополнения к главам о Галеаццо и Бернабо Висконти.
Не позже конца 1364 года завершил работу над своей хроникой в Новаре. Дата его смерти точно не установлена, скорее всего, он умер после 16 января 1367 года, так как в своём сочинении упоминает заключённый тогда брак между Джованни ди Балдино из Бергамо и Барнардой, дочерью Бернабо.

## Сочинения
Автор латинской хроники «Книга войн в Ломбардии на стороне и против Висконти» (лат. Liber Gestorum in Lombardia per et contra Vicecomites), составленной в двух книгах в 1362—1364 годах и охватывающей события в Новаре, в Милане и в Ломбардии с 1250 по ноябрь 1362 года, со времён Оттоне Висконти до правления Галеаццо II Висконти. Основными источниками для неё, помимо документов городских архивов и канцелярии Висконти, послужили хроники Джованни да Черменате, Гальвано Фьямма, анонимные «Миланские анналы» (лат. Annales Mediolanenses), а также личные впечатления автора и его современников.
Обстоятельная и информативная, хроника изобилует хронологическими и фактологическими ошибками, а также отличается определённой субъективностью в оценках. Неспособный ещё выявить причинно-следственные связи между событиями, автор выступает в качестве наивного моралиста, нередко отождествляя собственные взгляды с идеологией как торгово-ремесленных слоёв, так и правящей аристократии. Будучи на протяжении всей своей жизни приближённым Висконти, он зачастую проявляет непонимание истинных целей их политики, и, подробно освещая городские конфликты и войны между гвельфами и гибеллинами, обвиняет во всём конкретных представителей сторонников папства и императоров, или ссылается на божественное провидение.
Хроника Азарио — это не панегирик правящей династии, но и не сухое и беспристрастное изложение событий, а скорее не слишком удачная попытка выдать собственные чаяния и догадки за общественное мнение. Отстаивая, по сути, интересы городского сословия, он нередко идеализирует прошлое как laudator temporis acti. В отличие от своего старшего современника миланского хрониста Гальвано Фьямма, Азарио не выступает в качестве безусловного апологета семьи Висконти, наряду с очевидными успехами, указывая на ошибки и неблаговидные деяния последних, не забывая, в числе прочего, указать и на незнатность их происхождения. Такой, к примеру, эпитафией он награждает Маттео Висконти:
«Он вёл неправедную жизнь, затащив в свою постель немало красивых девиц, в том числе из знатных семей Милана. Пренебрегая собственной репутацией, он самолично сделался воплощением порока сладострастия. Помимо нарушения обета безбрачия, он отличался от двоих своих братьев и таким достоинством, как красноречие, несвойственным ломбардской знати. Так, невзирая на собственную тучность, проводя время с одними лишь женщинами, он в 1357 [1355] году внезапно скончался».
Наибольшее доверие вызывают сообщения Азарио о современных ему событиях, в первую очередь, войнах в Пьемонте между сторонниками гвельфов и гибеллинов, в том числе с участием английских наёмников во главе со знаменитым Джоном Хоквудом. Среди которых выделяется занимающий целую страницу подробный рассказ о сражении между «белым отрядом» и войском кондотьера Конрада фон Ландау при Кантурино близ Новары 23 апреля 1363 года.
Стиль хроники, несмотря на заметный импрессионизм в конкретных описаниях, в целом груб и безыскусен, а язык содержит грамматические ошибки, но, тем не менее, выдаёт некоторую эрудированность автора, очевидно, знакомого не только с народными легендами, но и с поэзией Данте Алигьери, а также трудами античных классиков вроде Катона, Боэция, Кассиодора, Присциана и др.
Не меньшее значение для историков имеет другая хроника Азарио, носящая название «Книги войн в Канавезе» (лат. De bello Canepicii liber), посвящённая вооружённым конфликтам в этой области в 1339—1362 годах между семьями гибеллинов Вальперга и гвельфов Сан-Мартино. Нестрогая к фактам и хронологии, она содержит немало уникальных сведений местного характера, которые, однако, опираются большей частью на устные предания и не всегда верифицируются независимыми источниками.
В частности, во введении Азарио сообщает ценную информацию о социальной и экономической подоплёке войн в Канавезе, где традиционно процветало земледелие, но оставались неразвитыми торговля и ремёсла, в силу чего местная знать издавна занималась преимущественно скупкой предметов роскоши, тогда как городские жители самостоятельно развивали сукноделие и ткачество для обмена их продукции на жизненно важные для них товары. Развитие региона прервано было чумной эпидемией, после чего правящие дома окончательно разорили свои владения бессмысленной войной, усугубившейся интервенцией войск маркиза Монферратского Джованни II. Многолетний кровопролитный конфликт между истощившими свои силы Вальперга и Сан-Мартино, в ходе которого проявили немалую отвагу ополчения местных городов, закончился подчинением Канавезе графам Савойи. Наряду с дипломатическими интригами, походами, осадами и сражениями, в частности, исторической битвой при Калузо (1349), описываются местные достопримечательности, города и замки, в частности, внушительные укрепления Вольпьяно. Не допуская однозначных оценок в адрес исторических деятелей, хронист всецело остаётся на стороне народа, осуждая недальновидную политику местной знати.
Сочинения Пьетро Азарио активно использовались историками эпохи Ренессанса, в частности, Фабрицио Марлиани в его «Хронике епископов Пьяченцы», Джоффредо делла Кьеза в его «Хрониках Салуццо», Галеотто дель Карретто в «Хрониках Монферрато», Бенвенуто Сан-Джорджо в «Истории Монферрато» и Карло Баскапе в «Истории Новарской церкви в двух книгах».
Автограф обеих исторических сочинений Пьетро Азарио не сохранился и, вероятно, утерян был ещё в старину. Единственная сохранившаяся их рукопись, состоящая из 86 бумажных листов, относится ко второй половине XIV века. Её обнаружил в собрании епископа Марлиани и скопировал миланский юрист и издатель Агостино Лазаро Котта, включив в 16 том своей документально-рукописной «Прозиметрической коллекции» (лат. Collectanea prosimetrica), озаглавленный им «Новарским сборником» (лат. Miscellanee Novaresi). В 1683 году он передал её в дар миланской Амброзианской библиотеке, где она хранится до сих пор под шифром D 269. В конце XVII — начале XVIII века появилось ещё несколько её копий.
В 1730 году хроники Азарио были напечатаны по вышеуказанной рукописи в Милане церковным историком Лудовико Антонио Муратори, включившим их в 16-й том выпускавшегося им продолжающегося издания «Историописатели Италии» (лат. Rerum Italicarum Scriptores), а в 1771 году эта публикация была переиздана там же под редакцией известного графа-мецената Донато Сильва. В 1927 году обе хроники Пьетро Азарио были выпущены в новой серии «Rerum Italicarum Scriptores» в Болонье под редакцией академика Франческо Коньяссо, и в 1939 году там же переизданы. В 1970 году в Мерченаско (провинция Турин) вышел комментированный итальянский перевод «Книги войн в Канавезе», выполненный Ило Виньоно и Пьетро Монти, репринтное переиздание которого осуществлено было в 2005 году Историко-культурной ассоциацией города Ивреа при содействии местного отделения международной неправительственной организации «Lions Clubs International».

## Издания
- Petri Azarii notarii novariensis synchroni authoris Chronicon de Gestis principum Vicecomitum ab anno MCCL usque ad annum MCCCLXX // Rerum Italicarum Scriptores. Raccolta di fonti, ideata da Ludovico Antonio Muratori. — Tomus XVI. — Mediolani: Typographia Societatis Palatinae in Regia Curia, 1730. — coll. 291–440.
- Petri Azarii notarii novariensis synchroni authoris Chronicon de Gestis principum Vicecomitum ab anno MCCL usque ad annum MCCCLXX. De Bello Canepiciano. Accedit opusculum ejusdem authoris de Bello canepiciano // Rerum Italicarum Scriptores. Raccolta di fonti, ideata da Ludovico Antonio Muratori. — Tomo XVI. — Mediolani: Apud Federicum Agnellum, 1771. — lx, 393 p.
- Pietro Azario. Liber Gestorum in Lombardia. A cura di Francesco Cognasso // Rerum Italicarum Scriptores. Nuova ed. — Tomo XVI. — Parte 4. — Bologna: N. Zanichelli, 1926. — xxxviii, 307 p.
- Pietro Azario. De Bello Canepiciano: La Guerra del Canavese, traduzione di Ilo Vignono e Pietro Monti. — Mercenasco: Tipografia L. Marini, 1970. — 71 p.
- Pietro Azario. La Guerra del Canavese (secolo 14), traduzione di Ilo Vignono e Pietro Monti. — Ivrea: Associazione di storia e arte canavesana, 2005. — 71, [6] p.